# Kirby Cane
Kirby Cane – wieś w Anglii, w hrabstwie Norfolk, w dystrykcie South Norfolk. Leży 21 km na południowy wschód od Norwich i 157 km na północny wschód od Londynu.
Miejscowość liczy 375 mieszkańców.
Położona jest w sąsiedztwie obszaru chronionej przyrody The Broads.